# 킹슬레 코망
킹슬레 코망(프랑스어: Kingsley Coman, 프랑스어 발음: [kiŋslɛ kɔmɑ̃], 1996년 6월 13일~)은 프랑스의 축구 선수로 포지션은 윙어이다. 현재 사우디 프로페셔널리그의 알나스르와 프랑스 축구 국가대표팀에서 활동하고 있으며 2013년 2월 프로 선수로 데뷔한 후 2024년 바이어 04 레버쿠젠이 분데스리가 2023-24 시즌 우승을 달성하기 전까지 11년 동안 리그 우승을 연이어 달성한 기록을 가지고 있다. 본명은 킹슬레 쥐니오르 코만(프랑스어: Kingsley Junior Coman, 프랑스어 발음: [kiŋslɛ ʒy.njɔʁ kɔman])이며 대한민국에서는 이름 'Kingsley'를 '킹슬리'로 읽은 킹슬리 코망으로도 알려져 있다.
2004년 파리 생제르맹 아카데미에 입단한 후 2014년 자유계약으로 유벤투스 FC에 입단했고 유벤투스에서의 첫 번째 시즌에 세리에 A와 코파 이탈리아 우승을 달성했다. 2015년 8월 바이에른 뮌헨으로 임대 이적했고 2017년 완전 이적했으며 바이에른 뮌헨 소속으로 2024년까지 분데스리가 8회, DFB-포칼 3회, DFL-슈퍼컵 6회, UEFA 슈퍼컵 1회, UEFA 챔피언스리그 1회 우승을 달성했다. 그는 2020 UEFA 챔피언스리그 결승전에서 이전 소속팀 파리 생제르맹을 상대로 결승골을 기록하며 바이에른 뮌헨의 2019-20 시즌 챔피언스리그 우승과 트레블에 기여했다.
프랑스 U-16 축구 국가대표팀부터 프랑스 U-21 축구 국가대표팀까지 프랑스 연령별 대표팀을 거친 후 2015년 11월 프랑스 축구 국가대표팀에 데뷔했다. 프랑스 대표팀 소속으로 UEFA 유로 2016, UEFA 유로 2020, 2022년 FIFA 월드컵에 출전했고 유로 2016, 2022년 월드컵 준우승을 달성했다.

## 어린 시절
파리에서 과들루프 출신 부모에게서 태어난 코망은 2002년 무아시-카마옐에 있는 US 세나르-무아시에 입단했고 2004년 파리 생제르맹의 유소년 팀으로 이적했다. 파리 유소년팀에 있을 당시 코망의 아버지는 훈련이 끝날 때마다 파리에서 70km 떨어진 무아시-카마옐까지 코망을 데려다 주었다.

## 구단 경력

### 파리 생제르맹
2004년 파리 생제르맹의 유소년 아카데미에 입단한 코망은 2013년 2월 17일, 파리 생제르맹이 소쇼-몽벨리아르에게 2-3으로 패배한 2013-14 리그 1 25라운드에서 87분 마르코 베라티와 교체 투입되며 프로 데뷔전을 가졌다.
코망은 데뷔 당시 나이가 16세 8개월 4일로 18살의 나이에 데뷔전을 치렀던 니콜라 아넬카의 기록을 깨고 파리 생제르맹에서 데뷔한 역대 최연소 선수가 되었다.
코망은 2013년에 파리 생제르맹의 리그 1 우승 주역이 되었다.
파리 생제르맹에 있을 당시 코망은 같은 팀 동료였던 마이크 메냥으로부터 '오토바이'라는 별명을 받았다.

### 유벤투스

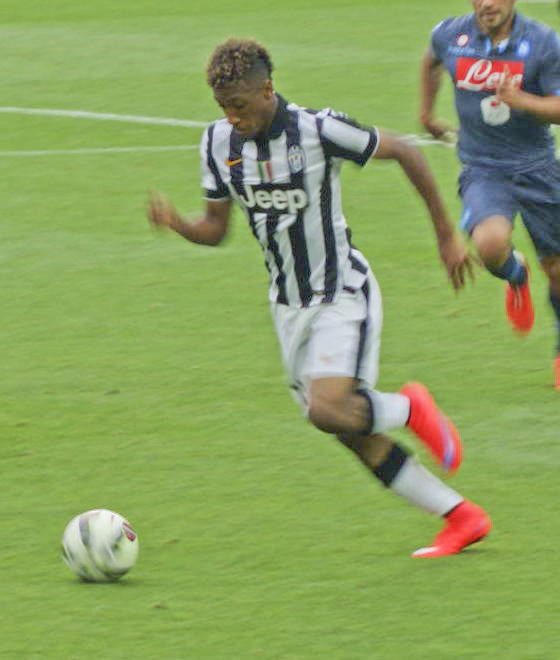

2014년 7월 7일, 코망은 파리 생제르맹이 제안한 3년 재계약을 거절했고, 파리 생제르맹과의 계약이 만료된 후 아스널, 토트넘 홋스퍼 그리고 뉴캐슬 유나이티드 같은 잉글랜드 클럽들의 제안을 거절하고 세리에 A 우승팀 유벤투스와 5년 계약을 맺었다.
코망은 2014년 8월 30일 유벤투스가 스타디오 마르칸토니오 벤테고디에서 AC 키에보베로나를 0-1로 이긴 14-15 세리에 A 1라운드에 선발출전하며 유벤투스 데뷔전을 치렀고 68분에 페르난도 요렌테와 교체되었다.
2014년 9월 8일 코망은 파리 생제르맹이 자신을 포함한 유소년 선수들을 대하는 태도에 문제가 있었음을 지적하며 파리 생제르맹을 기소했다.

### 바이에른 뮌헨
2015년 8월 30일, 코망은 바이에른 뮌헨과 2년 임대 계약을 체결하며 유벤투스에서 바이에른 뮌헨으로 이적했다. 바이에른 뮌헨은 유벤투스에 코망의 임대료로 700만 유로를 지불했고, 바이에른 뮌헨이 원할 경우 유벤투스에 2100만 유로를 지불하고 코망을 구매할 수 있는 옵션이 임대 계약에 들어있다.

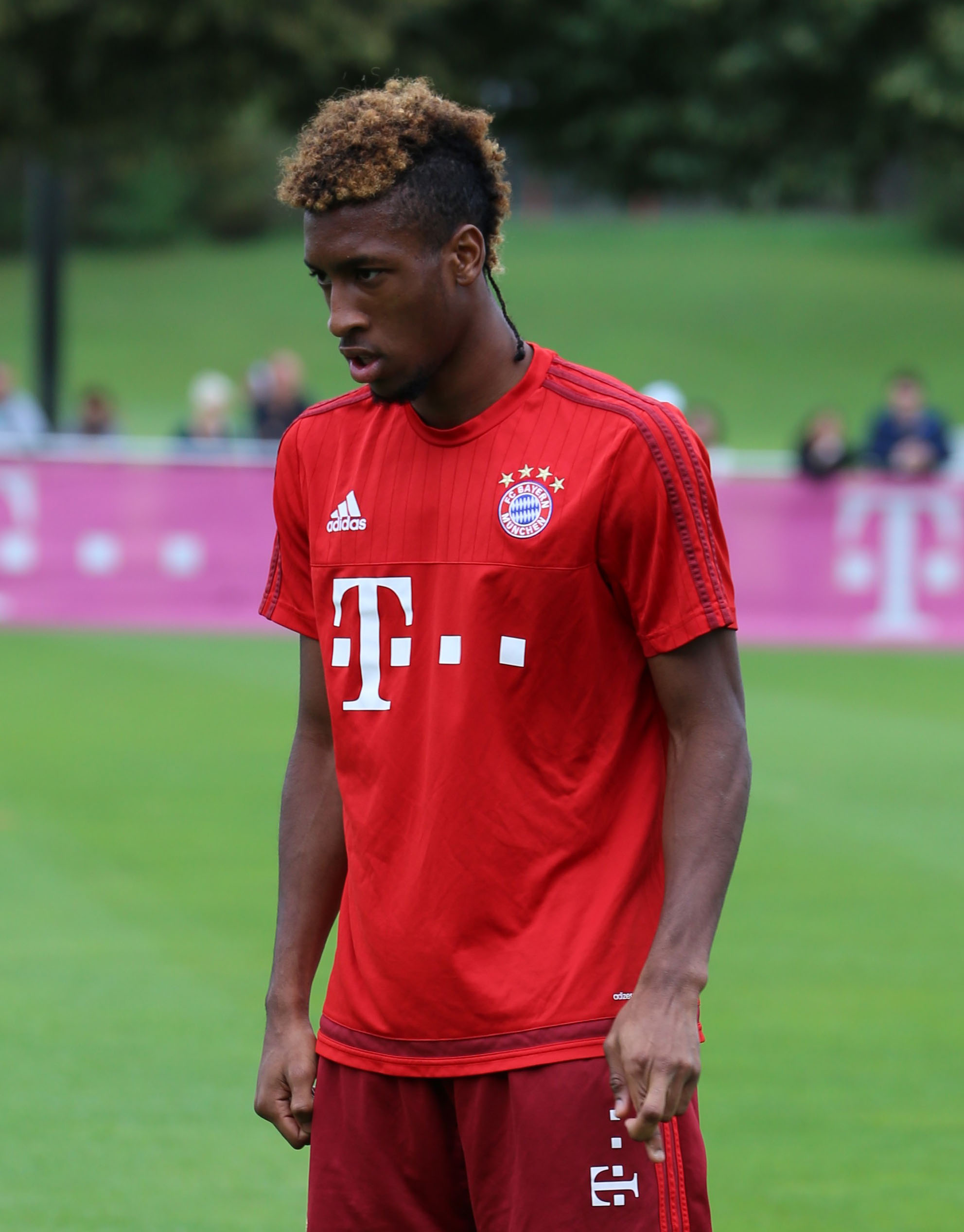

#### 2015-16 시즌
그는 등번호 29번을 배정받았고9월 12일, FC 아우크스부르크와의 분데스리가 경기에서 56분 만에 아르투로 비달과 교체되어 데뷔전을 치렀다. 일주일 후, 그는 첫 선발 경기에서 다름슈타트 98에서 3-0 승리를 거둔 경기에서 뮌헨 소속으로 첫 골을 넣었다.
11월 24일, 코망은 올림피아코스를 4-0으로 이기고 첫 챔피언스리그 골을 기록했다. 그는 21세 이하 유럽 최고의 선수에게 수여되는 2015년 골든보이 부문에서 2위를 차지했다.
2016년 3월 12일, 코망은 베르더 브레멘을 상대로 5-0 승리를 거두며 3개의 어시스트를 기록했다. 나흘 후, 그는 챔피언스리그 16강 2차전에서 바이에른이 0-2로 지고 있는 상황에서 사비 알론소와 60분에 교체 출전해 토마스 뮐러의 91분 동점골을 도운 뒤 결승골을 넣었다.
코망은 2016년 DFB-포칼 결승전에서 도르트문트를 상대로 승부차기 2에서 승리해 그의 20번째 생일을 앞두고 그의 8번째 구단 트로피를 들게되었다.

#### 2016-2017 시즌
코망은 해당 시즌 동안 모든 대회에서 단 25번만 출전했다. 코망은 부상 문제를 겪었고 지난 시즌처럼 선발 라인업에 자주 들 수 없었다. 그는 출전하여 단 2골만을 득점했다.
2017년 4월 27일, 바이에른 뮌헨은 코망의 임대 계약에 있는 2100만 유로의 구매 옵션을 발동했고, 코망과 2020년 6월에 만료되는 새로운 계약을 체결했다.
시즌 동안 코망은 지난 시즌의 펩 과르디올라 감독 밑에서보다 적은 역할을 수행했다. 시즌이 끝날 무렵, 코망은 프랑스 풋볼과의 인터뷰에서 "나는 아마도 (과르디올라 지도 하에) 나에게 좀 더 적합한 위치에 있었을 것이다. 부상도 적었다. 나는 윙에서 더 많이 뛰었고, 감독은 상대 선수들을 상대하라고 요청했다. 그것이 내가 가장 잘하는 일이고, 그것이 내 플레이 방식이다. 이번 시즌(안첼로티 지도 하에)은 조금 다르지만 좋은 선수는 지시에 적응하고 감독의 선택을 존중할 수 있어야 한다"고 밝혔다
2017년 5월 29일, 독일 잡지 키커와의 인터뷰에서 코망은 "내겐 복잡한 한 해였다. 바이에른을 떠날까 생각도 했다"고 말했다.

#### 2017-18 시즌
2018년 2월 24일, 헤르타 베를린을 상대로 코망이 발목 부상을 입은 2월 말까지 모든 대회에서 32경기를 치르고 7골을 기록하고 8개의 어시스트를 추가로 기록했다.
 이후 코망은 왼쪽 발목 인대가 부분적으로 찢어져 며칠 후에 수술이 필요했다. 2018년 5월 19일, 코망은 베를린에서 열린 DFB-포칼 결승전에서 아인트라흐트 프랑크푸르트를 상대로 70분에 교체 투입되며 부상에서 복귀했다.
2017년 12월 21일, 코만은 바이에른과 2023년 6월 30일까지 계약 연장에 서명했다.

#### 2018-19 시즌
2018년 8월 12일, 코망은 교체 선수로 투입되며 시즌의 첫 번째 경기에 출전했으며 팀이 2018 DFL-슈펍겁에서 아인트라흐트 프랑크푸르트를 상대로 5-0 승리를 거두며 골을 넣으며 팀의 우승을 도왔다.
2018년 8월 24일, 코망은 분데스리가의 1899 호펜하임 경기에서 왼쪽 발목 위의 인대가 찢어지는 부상을 입었다.
2018년 12월 1일, 코망은 베르더 브레멘을 상대로 교체 선수로 출전하면서 약 3개월만에 경기에 복귀하게 되었다.2018년 12월 15일, 코망은 하노버와의 원정 경기에서 4-0으로 승리한 경기에 출전하면서 바이에른 소속으로 100번째 출전을 기록했다.
2019년 5월 18일, 코망은 4년 연속 분데스리가 우승과 7년 연속 리그 우승을 차지했다. 일주일 후, 코망은 2019 DFB-포칼 결승전에서 바이에른의 두 번째 골을 기록하며 바이에른이 RB 라이프치히를 3-0으로 이기는데 도우면서 두 번째 DFB-포칼 우승을 기록했다.

#### 2019-20 시즌
2020년 8월 23일, 바이에른 뮌헨이 파리 생제르맹 FC를 1-0으로 이긴 19-20 UEFA 챔피언스리그 결승전에 선발로 출전해 59분 요주아 키미히의 크로스를 머리로 방향을 바꿔 친정팀을 상대로 바이에른 뮌헨의 선제골이자 결승골을 넣었고 68분 이반 페리시치와 교체되었다. 이 경기에서 골을 넣은 코망은 19-20 챔피언스리그 결승전의 플레이어 오브 더 매치에 선정되었다.
바이에른 뮌헨 서포터들은 코망의 골을 바이에른 뮌헨 2020년 8월의 골로 선정했고, 코망은 챔피언스리그 결승전에서 친정팀을 상대로 득점을 기록한 첫 번째 선수가 되었다.

#### 2020-21 시즌
2020년 10월 21일, 코망은 2020-21 UEFA 챔피언스 리그 첫 경기에서 아틀레티코 마드리드를 상대로  공격 포인트를 기록하며 팀의 4-0 승리를 이끌었다. 2021년 5월 8일, 프로 경력 중 10번째 리그 타이틀을 획득했다.

#### 2021-22 시즌
2021-22 시즌 시작 이전에 코망은 더글라스 코스타가 떠난 후 비어있는 11번을 배정받았다. 이번 시즌에 들어서면서 코망은 다른 구단으로 이적하기 위해 전 팀 동료 알라바와 레반도프스키의 에이전트를 고용했지만 이적에 성공하지 못하자 그를 해고하고 2022년 1월 12일부터 2027년까지 FC 바이에른 뮌헨과 재계약을 맺었다.

#### 2022-23 시즌
2023년 2월 6일, 바이에른 뮌헨이 폭스바겐 아레나에서 VfL 볼프스부르크를 4-2로 이긴 분데스리가 19라운드에 선발로 출전해 전반 9분 알폰소 데이비스의 패스를 받아 토마스 뮐러에게 크로스로 올린 공이 골문 안으로 들어가면서 팀의 첫 번째 골을 만들었고 전반 13분 주앙 칸셀루의 크로스를 발리슛으로 전환해 골문을 흔들면서 팀의 두 번째 골을 만들었다. 이후 55분에 세르주 그나브리와 교체되었다.
2023년 2월 11일, 바이에른 뮌헨이 알리안츠 아레나에서 VfL 보훔을 3-0으로 이긴 분데스리가 20라운드에 60분에 주앙 칸셀루와 교체되어 경기에 투입되었고 64분에 자말 무시알라의 패스를 받아 마누엘 리만의 다리 사이로 공을 차 팀의 두 번째 골을 넣었다. 그는 이 골로 분데스리가 22-23 시즌 VfL 보훔을 2번 만나 4개의 공격기록(2골 2도움)을 달성했다.
2023년 2월 14일, 바이에른 뮌헨이 파르크 데 프랭스에서 파리 생제르맹 FC를 1-0으로 이긴 22-23 UEFA 챔피언스리그 16강전에 선발출전해 53분 알폰소 데이비스의 크로스를 받아 슈팅으로 연결하며 바이에른 뮌헨의 선제골을 만들었다. 자신의 50번째 챔피언스리그 경기에서 팀의 결승골을 넣은 코망은 이 경기의 플레이어 오브 더 매치에 선정되었다.
2023년 2월 5경기에 출전해 5골 1어시스트를 기록한 코망은 2023년 3월 15일, 바이에른 뮌헨 서포터들이 뽑은 바이에른 뮌헨 2023년 2월의 선수가 되었다.
2023년 4월 30일, 코망은 바이에른 뮌헨이 알리안츠 아레나에서 헤르타 베를린을 2-0로 이긴 분데스리가 30라운드에 선발로 출전했다. 27분 코망은 페널티 에이리어 가장자리에서 균형을 잃고 넘어졌지만 심판은 페널티킥을 선언하지 않고 넘어갔다. 35분 코망은 요주아 키미히의 패스를 받아 왼발로 공을 낮게 찼지만 올리베르 크리스텐센이 왼다리로 공을 쳐냈고 78분 요시프 스타니시치의 패스를 받아 왼발로 공을 찼지만 크리스텐센이 크로스바 위로 공을 쳐냈다. 79분 코망은 키미히가 높게 띄워준 패스를 페널티 에이리어 안에서 받아 크리스텐센의 다리 사이로 공을 차 헤르타 베를린의 골문을 흔들며 바이에른 뮌헨의 두 번째 골을 만들었고, 81분 마티스 텔과 교체되었다.
2023년 5월 20일, 코망은 바이에른 뮌헨이 알리안츠 아레나에서 RB 라이프치히에 1-3으로 패배한 분데스리가 33라운드에 선발로 출전했다. 전반 17분, 코망은 키미히의 패스를 받아 레온 고레츠카에게 크로스를 줬지만 고레츠카의 공격은 득점으로 연결되지 못했고, 28분 바이에른 뮌헨의 오른쪽 사이드라인 스로인을 받아 무시알라에게 공을 패스했지만 무시알라가 찬 공은 바깥쪽 골망으로 날아갔으며 전반 39분, 코망은 칸셀루가 왼쪽에서 올린 크로스를 머리로 받아 공의 방향을 바꿨지만 공은 골문 바깥으로 벗어났다. 후반 77분, 코망은 마티스 텔과 교체되었다.
2023년 5월 27일, 코망은 바이에른 뮌헨이 라인에네르기슈타디온에서 1. FC 쾰른을 2대 1로 이긴 분데스리가 34라운드에서 선발로 출전했다. 전반 8분 코망은 왼쪽 페널티 에이리어 부근에서 리로이 자네의 패스를 받아 페널티 박스 안으로 침투한 후 골문 오른쪽 위로 공을 넣으며 바이에른 뮌헨의 선제골을 만들었다. 24분 코망은 베노 슈미츠에게 파울을 당했고 슈미츠는 심판으로부터 옐로카드를 받았다. 58분 코망은 페널티 에이리어 오른쪽에서 자네에게 크로스를 올렸지만 자네의 헤딩은 골문 위로 날아갔고 후반 70분 에리크 막심 슈포모팅과 교체되었다. 바이에른 뮌헨은 코망과 자말 무시알라의 골로 쾰른에 2대 1 승리를 거두면서 22-23 분데스리가 우승을 달성했다.

## 국가대표 경력

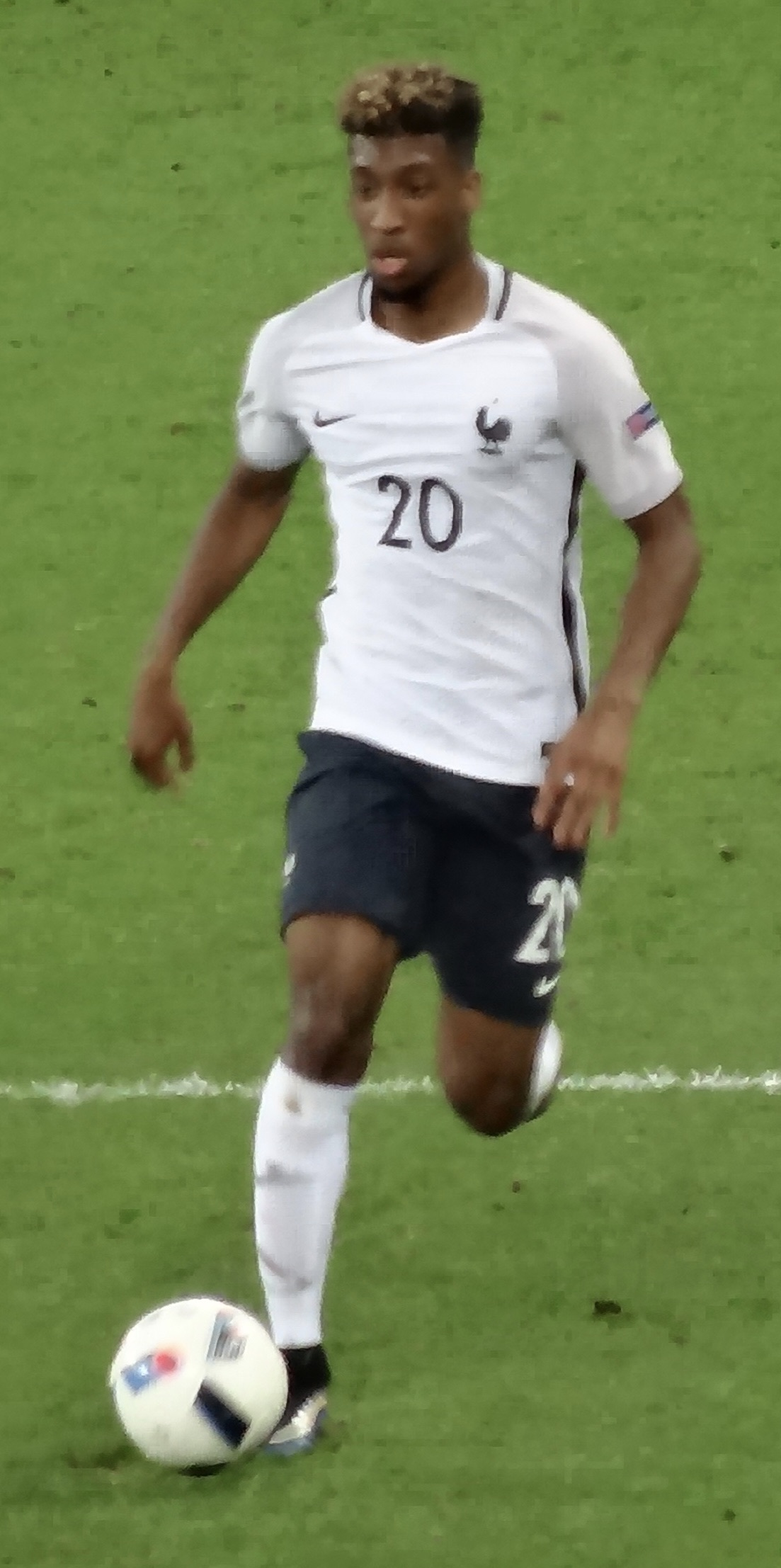

2014년 6월 2일, 17세의 나이로 코망은 프랑스 U-21 대표팀에 첫 출전해 싱가포르와의 친선 경기에서 6-0으로 승리한 경기에서 한 골을 기록했다.
2015년 11월 5일, 코망은 처음으로 프랑스 A대표팀에 선발되어 독일과 잉글랜드와 친선 경기를 치렀다.
다음해 3월 29일 러시아와의 경기에서 코망은 첫 국가대표 골을 넣어 팀의 4-2 승리에 기여했다.
2016년 5월, 코망은 디디에 데샹의 UEFA 유로 2016 프랑스 대표팀 23인 명단에 이름을 올려 홈경기를 치렀다. 토너먼트 내내 그의 활약에 이어, 팀의 준우승에 기여해 코망은 대회 영플레이어상 후보에까지 올랐다.
코망은 2018년 FIFA 월드컵에서 프랑스 대표팀 예비 명단 11명 중 한 명으로 부상으로 인해 월드컵에 출전하지 못했다.
2019년 6월 2일, 코망은 19개월 동안 국가대표팀에 출전하지 못한 뒤 볼리비아를 상대로 한 경기에서 65분에 교체되며 프랑스 대표팀에 복귀했다.
2021년 6월, 코망은 연기된 UEFA 유로 2020의 최종 26인 명단에 포함되었다. 2022년 11월 9일, 그는 카타르에서 열리는 2022년 FIFA 월드컵 최종 명단에 포함되었다.

## 플레이 스타일
코망은 빠르고, 재능 있고, 기술적으로 재능이 있는 윙어이며, 뛰어난 드리블 기술, 시야, 폭발적인 속도와 가속력을 갖추고 있는 선수로 평가 받는다. 그는 측면이나 중앙, 공격형 미드필더, 공격수 모두에서 뛸 수 있으며, 비록 그는 오른발잡이지만 그가 선호하는 위치는 왼쪽으로 일대일 상황에서 상대를 제치고, 오른발로 중앙으로 파고들어 골을 넣거나, 팀원들에게 기회를 만들거나, 득점을 올리는 모습을 자주 보여준다.
바이에른의 율리안 나겔스만과 프랑스 성인 대표팀의 디디에 데샹 밑에서 코망은 가끔 오른쪽 윙백으로도 활약해왔다.

## 출전 통계
| 클럽          | 시즌    | 출전 | 득점 | 도움 |
| ------------- | ------- | ---- | ---- | ---- |
| 파리 생제르맹 | 2012-13 | 1    | 0    | 0    |
| 파리 생제르맹 | 2013-14 | 3    | 0    | 0    |
| 유벤투스      | 2014-15 | 20   | 1    | 2    |
| 유벤투스      | 2015-16 | 2    | 0    | 0    |
| 바이에른 뮌헨 | 2015-16 | 35   | 6    | 11   |
| 바이에른 뮌헨 | 2016-17 | 25   | 2    | 1    |
| 바이에른 뮌헨 | 2017-18 | 33   | 7    | 6    |
| 바이에른 뮌헨 | 2018-19 | 30   | 10   | 5    |
| 바이에른 뮌헨 | 2019-20 | 38   | 8    | 5    |
| 바이에른 뮌헨 | 2020-21 | 39   | 8    | 12   |
| 바이에른 뮌헨 | 2021-22 | 32   | 8    | 6    |
| 바이에른 뮌헨 | 2022-23 | 35   | 9    | 6    |
| 바이에른 뮌헨 | 2023-24 | 27   | 5    | 3    |
| 바이에른 뮌헨 | 2024-25 | 34   | 6    | 4    |

## 수상 내역

### 클럽
파리 생제르맹
- 리그 1: 2012–13, 2013–14
- 트로페 데 샹피옹: 2013

 유벤투스
- 세리에 A: 2014–15
- 코파 이탈리아: 2014–15
- 수페르코파 이탈리아나: 2015
- UEFA 챔피언스리그 준우승: 2014-15

 바이에른 뮌헨
- 분데스리가: 2015-16, 2016–17, 2017–18, 2018–19, 2019–20, 2020-21, 2021-22, 2022-23
- DFB-포칼: 2015–16, 2018–19, 2019–20
- DFL-슈퍼컵: 2016, 2017, 2018, 2020, 2021, 2022
- UEFA 챔피언스리그: 2019–20
- FIFA 클럽 월드컵: 2020

### 국가대표팀
프랑스
- FIFA 월드컵 준우승: 2022
- UEFA 유럽 축구 선수권 대회 준우승: 2016

### 개인
- UEFA 챔피언스리그 도움왕: 2015–16[79]
- 키커 분데스리가 올해의 팀: 2018-19[80]
- 티티도르(영어판): 2012, 2013[81]
- 분데스리가 이달의 골: 2022년 3월[82], 2024년 10월

## 개인사
부모님이 모두 과들루프 출신인 코망은 과들루프에 있는 친척들을 보기 위해 종종 과들루프를 방문하며, 2022년 2월 코로나19로 피해를 입은 과들루프 축구계를 돕기 위해 같은 과들루프계 프랑스인 축구 선수들인 앙토니 마르시알, 토마 르마르와 함께 같은 팀 동료들의 유니폼을 경매에 붙여 모은 돈을 과들루프에 전달하는 자선단체 <파소네망 과들루프(프랑스어: Pasyonéman Gwadloup)>를 설립했다.